# سوسنووی بور، اوبلاست لنینگراد
شهر سوسنووی بور، اوبلاست لنینگراد (به روسی: Сосновый Бор) در کشور روسیه و در اوبلاست لنینگراد واقع شده‌است.